# Python Night - 30 Years of Monty Python
Python Night - 30 Years of Monty Python è uno special televisivo sui Monty Python trasmesso il 5 ottobre 1999 sulla BBC 2 in occasione del 30º anniversario del Monty Python's Flying Circus.

## Sketch
- Intro - Dopo un cameo della Mouse Organist, John Cleese cerca di introdurre lo show. Mentre fa un grande discorso sulla "sanguinosa BBC", arriva Luigi Vercotti (Michael Palin), spaventa Cleese e gli minaccia di fare degli annunci pubblicitari. Inoltre, Cleese subisce un budget limitato dalla BBC 2 (le luci si spengono), viene coperto di sangue e interrotto da Peter Sissons.
- It's.....The Monty Python Story - Un documentario condotto da Eddie Izzard che racconta la storia dei Monty Python, dai loro primi anni e dalla carriera precoce al Flying Circus fino alla morte di Graham Chapman e alla richiesta di un'altra riunione. Interviste a Kevin Kline, Roger Moore, Trey Parker e Matt Stone.
- Carol Cleveland chiarisce il comportamento "sessista" dei Python e introduce un focus group formato da diverse persone (quasi tutte interpretate dai Python) che includono i Gumbies, un gruppo di donne e Gandhi.
- Mindfull Violence - In uno spezzone animato di Gilliam un buddista uccide dei polli tramite la moltiplicazione.
- Pythonland - Secondo un desiderio esaudito da una fata (Izzard) a un gruppo di "pepaiole", Michael Palin conduce un documentario in cui visita i posti dove sono stati girati alcuni sketch dei Python. Il documentario finisce con Palin che cerca di ricostruire la prima apparizione dell'uomo It's camminando nell'acqua, ma non riesce più a uscirne.
- Talking Apes - Mentre tre scimmie stanno guardando la televisione, una declama l'inutilità di inviare le scimmie nei prodotti degli umani, come la televisione, ma le altre scimmie insistono sul fatto che stanno guardando un'altra trasmissione sui Python.
- BBC? - L'annunciatore della BBC 2, stanco di essere al secondo posto, decide di cambiare il nome della stazione in BBC 1.
- The REAL Monty Python - Eric Idle propone una biografia sul "vero" Monty Python, che iniziò la troupe comica prima che gli altri membri si rivolgessero a lui.
- May Day 1971 - Mentre indaga tra la spazzatura degli studios della BBC 2, Cleese scova uno sketch perduto prodotto per uno speciale in occasione del May Day. Dopo accompagna Ken Shabby (Palin) a casa sua.
- The Dead Friend Sketch - I creatori di South Park, Trey Parker e Matt Stone, trasmettono un tributo ai Monty Python. Lo sketch è un remake di The Dead Parrot Sketch (Il pappagallo morto), con Eric Cartman che interpreta Mr. Eric Praline, Kyle Broflovski interpreta il commesso e Kenny McCormick interpreta il pappagallo. Lo sketch viene interrotto da un'enorme animazione di Gilliam raffigurante un piede che schiaccia tutti. Quando Parker e Stone ritornano, svelano di aver rapito la madre di Gilliam con la speranza di usare il suo DNA per fare un clone di Gilliam per loro. Tre poliziotti annunciano allora il rapimento della madre di Gilliam e chiedono aiuto.
- From Spam to Sperm - Il cantante Meat Loaf conduce un documentario dettagliando l'ispirazione di alcune canzoni dei Monty Python. Il documentario discute anche i loro album e i loro tour.
- Peter Sissons Interview - Dopo essere stato pubblicizzato tutta la notte, Peter Sissons finalmente si siede con i membri sopravvissuti dei Python. Dopo aver introdotto tutti i componenti, l'intervista finisce.
- Closing Bits - I Gumbies cominciano a girare per tutta l'Inghilterra e la BBC annuncia la chiusura, per sempre.